# Charles Howard (1814-1879)
Pour les articles homonymes, voir Charles Howard et Howard.
Charles Wentworth George Howard (27 mars 1814 – 11 avril 1879) est un homme politique britannique, qui est député Whig (et puis Libéral).

## Biographie
Howard est le cinquième fils de George Howard (6e comte de Carlisle), et son épouse, Georgiana Dorothy, fille de William Cavendish (5e duc de Devonshire). George Howard (7e comte de Carlisle), est son frère aîné. Il est élu à la Chambre des Communes en tant que l'un des deux représentants de Cumberland-Orient lors d'une élection partielle en 1840, un siège qu'il occupe jusqu'à sa mort en 1879. Il épouse Marie Priscilla Harriet, fille de James Parke (1er baron Wensleydale), en 1842. Elle est décédée en août 1843, deux semaines seulement après la naissance de leur fils, et leur seul enfant. Howard survit 36 ans à son épouse et est décédé en avril 1879, âgé de 65 ans à Holker House, chez le duc de Devonshire, son beau-frère. Son fils, George Howard (9e comte de Carlisle) lui succède en tant que député de Cumberland-Orient et en 1889 succède aussi à son oncle comme neuvième Comte de Carlisle.

## Mémorial
Le vitrail Est de la célèbre église préraphaélite Saint-Martin, à Brampton, a été installé comme un mémorial de la famille Howard. Conçu par Edward Burne-Jones, il représente le Christ, le Bon Pasteur, et quatre saints : Martin, le patron de l'église, Marie, la Vierge, Dorothy et George.